# Combat de Fafa
Guerre du Mali
Batailles
Le combat de Fafa a lieu le 17 juillet 2019 lors de la guerre du Mali.

## Déroulement
Le 18 juillet 2019, une mission d'escorte logistique de l'armée malienne, constituée d'une dizaine de véhicules, part du poste-frontière de Labbézanga et se porte en direction de la ville de Gao,,. Mais en chemin, entre les villages de Fafa et Bentia, elle tombe dans une embuscade tendue par les djihadistes. La région se situe alors dans la zone d'action de l'État islamique dans le Grand Sahara.
L'alerte est donnée et des forces maliennes sont envoyées en renfort depuis Ansongo, au Nord, et Labbézanga, au Sud. À 11h30, les troupes françaises de la force Barkhane sont averties et dépêchent un drone MQ-9 Reaper et des avions légers pour observer la zone des combats,. Avec l'arrivée des renforts, les djihadistes battent en retraite après 1h30 de combats. Des motos sont vues par les appareils français en train de s'exfiltrer. Cependant un individu suspect à moto est ensuite repéré et suivi jusqu'à ce qu'il rejoigne à 13h50 un groupe de djihadistes armés, estimés à une quinzaine d'hommes, dissimulés sous des arbres, à une trentaine de kilomètres au sud-est de la zone d'attaque.
À 16h50, les forces françaises lancent l'attaque : deux bombes sont larguées par des avions Mirage 2000 sur les points de rassemblements djihadistes, avant que des hélicoptères Tigre n'ouvrent le feu avec leurs canons,. Vingt minutes plus tard, des commandos de montagne sont déposés au sol pour reconnaître et fouiller la zone. Les opérations s'achèvent à 21h00.

## Pertes
Le 18 juillet, les Forces armées maliennes annoncent qu'un militaire a été tué lors de l'embuscade et que deux autres sont blessés. Elles font également état d'un « bilan de cinq terroristes tués » dans les opérations de poursuite.
Le Ministère français des Armées annonce pour sa part le même jour qu'une dizaine de terroristes ont été neutralisés. L'État-Major des armées donne ensuite un bilan plus précis de « 9 ennemis tués, de 2 individus capturés et de nombreuses ressources trouvées [radio, armement, motos…] ».